# Blechnum contiguum
Blechnum contiguum  là một loài dương xỉ trong họ Blechnaceae. Loài này được Mett. mô tả khoa học đầu tiên năm 1861.
Danh pháp khoa học của loài này chưa được làm sáng tỏ. 